# 养洞站
養洞站（韓語：양동역）是位于朝鮮民主主義人民共和國黄海北道銀波郡墨川里的一個鐵路車站。屬於殷栗線。

## 邻近车站
殷栗線
銀波站 - 養洞站 - 金山站